# Marcos Rene Maidana
Pour les articles homonymes, voir Maidana.
Marcos René Maidana est un boxeur argentin né le 17 juillet 1983 à Santa Fe.

## Carrière
Champion d'Argentine amateur dans la catégorie super-légers en 2002 et 2003, il ne parvient pas à se qualifier pour les Jeux olympiques d'Athènes en 2004 et passe alors professionnel. Après s'être emparé en 2006 du titre mineur WBA Fedelatin, il échoue de peu le 7 février 2009 face au champion du monde des super-légers WBA, l'ukrainien Andriy Kotelnik.
Maidana relance sa carrière le 27 juin en remportant un second titre mineur (la ceinture WBA par intérim) aux dépens de Victor Ortiz. Après 3 défenses victorieuses, il obtient une seconde opportunité de s'emparer du titre mondial des super-légers mais s'incline de nouveau aux points face au boxeur anglais Amir Khan le 11 décembre 2010 puis contre Devon Alexander le 25 février 2012 à Saint-Louis.
Passé dans la catégorie de poids supérieure, il devient champion du monde des poids welters WBA le 14 décembre 2013 en battant aux points Adrien Broner après lui avoir fait subir les deux premiers knock-down de sa carrière au 2e et 8e rounds.
Le 3 mai 2014, il affronte l'une des légendes contemporaines du Noble Art Floyd Mayweather Jr. et perd son titre par décision majoritaire sur un score de 112-116, 111-117 et 114-114. Maidana implore une revanche à Mayweather, qu’il obtient le 13 septembre 2014. Mais malgré ses corps à corps et son attaque acharnée, Maidana perd encore une fois face au champion par une décision unanime des juges.